# مجموعة التسعين
مجموعة التسعين هي مجموعة تضم دول أفريقيا ومنطقة الكاريبي والمحيط الهادئ والاتحاد الأفريقي والدول الاقل تطورا.